# Santa Luċija
Santa Luċija é um povoado da ilha de Malta em Malta.